# 斯特凡诺·弗兰希尼

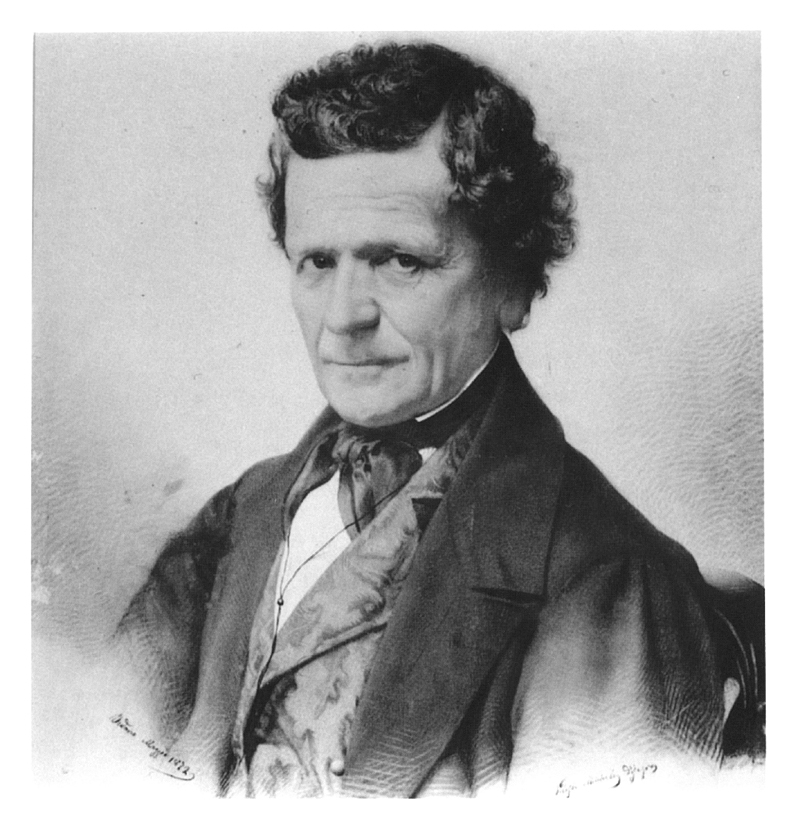
斯特凡诺·弗兰希尼

斯特凡诺·弗兰希尼（義大利語：Stefano Franscini，1796年10月23日—1857年7月19日）是一位瑞士政治家與統計學家，是1848年《瑞士聯邦憲法》訂定之後的首屆瑞士聯邦委員會委員，也是第一位來自瑞士義大利語地區的委員，屬於當時的激進黨，也就是現今的瑞士自由民主黨。在委員會任內擔任內政事務首長。

## 外部連結
- Andrea Ghiringhelli: 斯特凡诺·弗兰希尼在線上《瑞士歷史辭典》中的德文、法文或版詞條。